# Irma Holder
Pour les articles homonymes, voir Holder.
Irma Holder, de son vrai nom Irmgard Ederer (née le 24 septembre 1925 à Wald et morte le 16 août 2019 à Gärtringen) est une parolière allemande.

## Biographie
Employée de banque, elle obtient ses premiers succès dans les années 1970 quand elle écrit des paroles pour Peter Horton, Monica Morell et Udo Jürgens.
Dans les années 1980, elle écrit pour Howard Carpendale, Roy Black, Tommy Steiner, Karel Gott et Freddy Quinn, dans les années 1990 pour Andrea Berg et Michelle.
À partir de 1985, elle collabore avec le compositeur Jean Frankfurter. Ensemble, ils écrivent les succès de Kastelruther Spatzen, Marianne & Michael, Stefanie Hertel, Kristina Bach, Monika Martin et Helene Fischer. Au fil des ans, elle réussit à placer 380 titres dans les meilleures ventes en Allemagne.
Un motif récurrent d'Irma Holder est le ciel brûlant qui symbolise l'état amoureux excessif et la réserve auprès de la femme aimée.
Son frère Pepe Ederer est chanteur dans le groupe Nilsen Brothers.